# Agua de Humo
Agua de Humo är en ort i Mexiko.   Den ligger i kommunen Santa Cruz Itundujia och delstaten Oaxaca, i den sydöstra delen av landet, 300 km sydost om huvudstaden Mexico City. Agua de Humo ligger 2 456 meter över havet och antalet invånare är 149.
Terrängen runt Agua de Humo är huvudsakligen mycket bergig. Agua de Humo ligger uppe på en höjd. Runt Agua de Humo är det ganska glesbefolkat, med 45 invånare per kvadratkilometer. Närmaste större samhälle är Morelos, 9,1 km nordväst om Agua de Humo. I omgivningarna runt Agua de Humo växer huvudsakligen savannskog.